# Avellaner americà
L'avellaner americà (Corylus americana) és una espècie d'arbust o arbre del gènere Corylus nativa de l'est d'Amèrica del Nord.
És un arbust de mida mitjana a gran i en certes condicions és un arbret. Les seves múltiples tiges li donen una forma esfèrica. Les seves núcules són comestibles i maduren al setembre-octubre. Atrauen les espècies de caça.
Encara que prefereix el ple sol pot créixer dins una ombra parcial però en aquest cas el creixement i la collita d'avellanes es redueixen molt.
Arriba a fer 4 m d'alt i s'adapta a diversos tipus de sòls i de pH però creix millor en sòls ben drenats.

## Ecologia
Les seves avellanes són cercades per esquirols, cérvols i diversos tipus d'ocells. Els aments mascles són també aliment de l'ocell Bonasa umbellus durant l'hivern.

## Usos

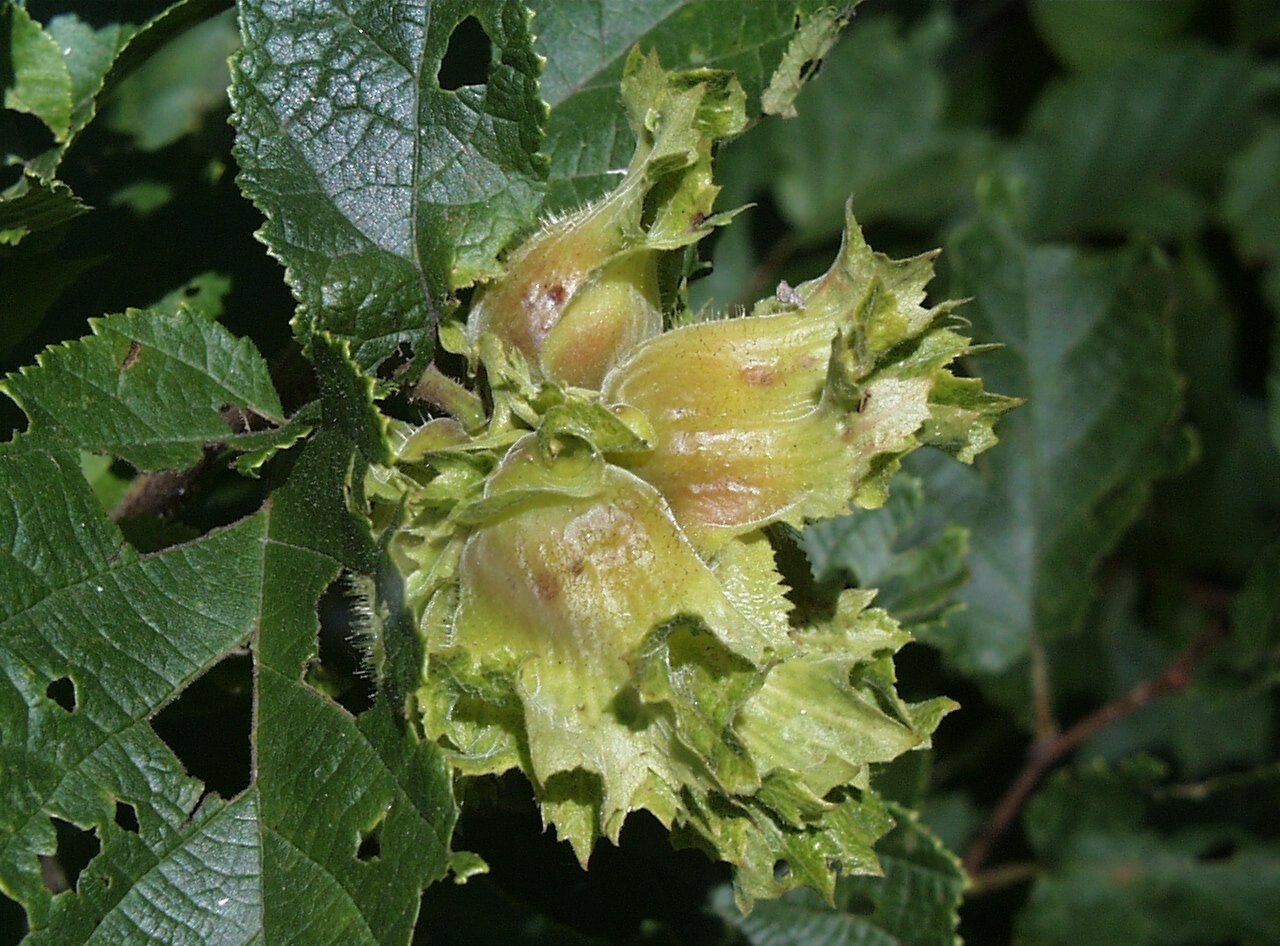
Fruits de Corylus americana

Les seves avellanes són comestibles, però massa petites respecte a les cultivades Corylus maxima, Corylus colurna, Corylus avellana, i els seus híbrids). També hi ha híbrids cultivats entre C. americana i C. avellana que combinen els fruits grossos de la segona espècie amb la resistència de l'avellaner americà als fongs com Cryptosporella anomala.
Els indoamericans feien servir l'avellaner americà com a medicinals.